# جک گرینگر (بازیکن فوتبال، زاده ۱۹۲۴)
جک گرینگر (انگلیسی: Jack Grainger; ۳ آوریل ۱۹۲۴ – ۱۰ ژانویهٔ ۱۹۸۳) بازیکن فوتبال اهل بریتانیا بود.
از باشگاه‌هایی که در آن بازی کرده‌است می‌توان به باشگاه فوتبال لینکولن سیتی، باشگاه فوتبال برتون آلبیون، و باشگاه فوتبال روترهام یونایتد اشاره کرد.